# Honoré Mvula
 (janvier 2023).
Honore Mvula Kabala, né le 10 avril 1989 à Luiza, est une personnalité politique de la République démocratique du Congo, Avocat au barreau près la cour d'appel de Kinshasa Matete, président du parti politique «Forces des Patriotes», Enseignant à l'université et Diplômé des hautesétudes de stratégie et de défense,,.

## Biographie

### Jeunesse
Honoré est né dans la province du Kasaï-Central en République démocratique du Congo, et c'est là qu'il fait ses études primaires,.

### Début de carrière politique
Il intègre le Mouvement de libration du Congo (MLC) de Jean-Pierre Bemba en 2006. Il a pour mentor Delly Sesanga, lui qui a pour modèle Etienne Tshisekedi wa Mulumba. En 2010, il quitte le MLC pour l'Envol, le parti politique de Delly Sesanga, en assumant les fonctions de conseiller du président national du parti et de président fédéral de la jeunesse.
En 2016, il quitte l'Envol pour se joindre aux mouvements de la société civile, il y assume alors la fonction du coordonnateur du regroupement des mouvements citoyens, collectif des jeunes pro-changement. Le 9 novembre 2019, Honoré Mvula organise le lancement officiel de son parti politique Force des Patriotes, dans l'enceinte du complexe YMCA de Kalamu. Selon lui, c'est un cadre permettant aux jeunes d’exprimer en toute liberté leurs ambitions politiques et une façon de renouveler la classe politique congolaise.
Par le  biais de son parti, il lance à nouveau une structure appelée : "génération nonante, tous au parlement ", poursuivant l'objectif principal de soutenir le régime du président Felix Tshisekedi pour un autre mandat.

### L'histoire de suppression des comptes
Le 6 août 2020, Honoré Mvula voit ses comptes être supprimés par Facebook qui l'accuse d'entretenir la désinformation et la propagande politique, le géant américain annonce avoir supprimé 66 comptes utilisateur, 63 pages, 5 groupes et 25 comptes Instagram en République démocratique du Congo, tous liés en la personne du président de Force des Patriotes ainsi que son parti, avec un total de 1,5 million de mentions j'aime.
Selon un organe dépendant du think tank américain : "Atlantic Council", certains de ces comptes sont créés sous des noms des politiciens de renommée. Ces pages publient souvent des fake news et créent le buzz sur la toile,,,.